# Jason Newsted
Jason Curtis Newsted (ur. 4 marca 1963 w Battle Creek, Michigan) – amerykański basista i gitarzysta, były członek thrashmetalowych zespołów: Metallica oraz Flotsam and Jetsam. W latach 2012–2014 tworzył w ramach projektu Newsted, natomiast od 2016 roku występuje w grupie The Chophouse Band.

## Życiorys
Newsted jest potomkiem Niemców z Badenii. Zanim związał się z Metalliką, był basistą w formacji Flotsam and Jetsam w latach 1982–1986. Pierwszą gitarę basową dostał w wieku trzynastu lat. Do Metalliki dołączył w 1986, po tragicznej śmierci Cliffa Burtona. Nagrał z zespołem osiem płyt do 2001 roku, w którym odszedł z grupy. Jak podawał, powodem było zmęczenie psychiczne i fizyczne grą z Metalliką. W tym czasie udzielał się również w zespole Spastik Children. 4 kwietnia 2009 roku wystąpił wraz z Metalliką podczas gali wprowadzenia zespołu do Rock and Roll Hall of Fame.
Po odejściu z Metalliki na rynek trafiła kompilacja dwóch archiwalnych materiałów Newsteda. Jednym z nich były nagrania projektu IR8 – wspólnego dzieła Newsteda, Devina Townsenda i Toma Huntinga z Exodus, drugim zaś była Sexoturica – połączone siły Metalliki, Sepultury i Exodus – oprócz Huntinga i Newsteda udziela się tu również Andreas Kisser. Oba materiały powstały w połowie poprzedniej dekady.
W 1998 roku współpracował z brazylijską formacją Sepultura, a w 2003 z Ozzym Osbourne’em.
W roku 2002 dołączył do zespołu EchoBrain, z którym nagrał ich debiutancki album. Z zespołu odszedł już przed wydaniem drugiego albumu.
Jason okresowo grał z grupą Voivod w latach 2002–2005, do czasu dwuletniej przerwy zespołu (spowodowanej śmiercią gitarzysty). Grał partie basowe w albumie Infini z 2009 roku, jednak nie był już członkiem zespołu.
W okresie 1996 do 2002, wciąż należąc do Metalliki, grał we własnym zespole Papa Wheelie. Zespół doczekał się studyjnych wersji utworów - wydane zostały minialbumy: Live Lycantrophy i Unipsycho. Grupa została reaktywowana w 2011 roku.
W 2006 roku muzyk wziął udział w reality show Rock Star: Supernova emitowanym na antenie stacji telewizyjnej CBS. Newsted wraz z uczestnikami audycji gitarzystą Gilby Clarkiem, perkusistą Tommym Lee, wokalistą i gitarzystą Lukasem Rossim utworzył zespół pod nazwą Rock Star Supernova. Muzyk nagrał wraz z grupą jedyny album tejże formacji – Rock Star Supernova, który trafił do sprzedaży w 2006 roku. Rok później Newsted opuścił zespół.
W 2013 roku z zespołem Newsted wydał minialbum zatytułowany Metal oraz album Heavy Metal Music.

## Życie prywatne
W październiku 2012 roku ożenił się ze swoją partnerką, malarką Nicole Leigh Smith.

## Instrumentarium
| Gitary basowe - Sadowsky Black Vintage – Ash body - Sadowsky Black Vintage (x2) - Sadowsky PJ – Cherry Sunburst - Sadowsky PJ – Caramel Sunburst - Sadowsky Vintage – Lake Placid Blue #1 (4 strings) - Sadowsky Vintage – Lake Placid Blue #2 (5 strings) - Sadowsky Vintage – Cherry Sunburst - Sadowsky Black Vintage – 24 Fret (x2) - Alembic – Elan – Black (5 strings) - Alembic – Europa – Black (6 strings) - Alembic – Europa – Black (5 strings) - Alembic – Europa – Black (4 strings) - Alembic – Spoiler – Black (4 strings) (x2) - Alembic – Spoiler – Natural colored - ESP Bass – Red - ESP B-1 – Black - Guild acoustic bass - Stuart Spector Designs 4 – 5 – 6 strings - Stuart Spector SP5 - WAL – Black (5 strings) - Alembic – Europa – Black (4 strings) - Alembic – Europa – Black (10 strings) - Chandler Metro Baritone - Dingwall Voodoo Bass - 1933 National Dobro - 1958 Fender Prescision - 1968 Fender Telecaster Paisley Bass - 1963 Gibson EB-3 - 1981 Spector NS (4 strings) - Gibson EB-6 (6 strings) - Hagstrom 8 string - Hamer (8 strings) - Hamer Mandocello (12 strings) - Music Man Sting Ray (4 strings) - Music Man Sting Ray 5 (5 strings) - Parker Fly guitar - Zon fretless |  | Wzmacniacze i kolumny głośnikowe - Mesa/Boogie 1x15 combo - Mesa/Boogie with SWR Heads - Gibson Skylark Guitar amp - Fender Folded Horn 1x18 - 1974 Ampeg SVT head - Ampeg SVT cabinets - Ampeg SVT III (x4) - Ampeg SVT Vintage - Ampeg SVT 8"x10" pro speaker cabinets - Ampeg ISO Vent 10"x15" speaker cabinets - Ampeg B-15 combo amp Efekty - Boss Flanger BF-2 - MXR Phase 100 - Mu-Tron III Bass Pedal - Tech 21 SansAmp Bass Driver DI - Korg G-5 Bass Synth Processor - Electro Harmonix Big Muff - Alesis Mediverb II - BBE Sonic Masimizer - Morley Power Wah Boost Struny gitarowe - La Bella strings (.128 to .45) 5 strings, (.105 to .45) 4 strings - Ernie Ball strings Kostki gitarowe - Dunlop Tortex Blue Triangle |

## Dyskografia
| Echobrain - Echobrain (2002) Flotsam and Jetsam - Doomsday for the Deceiver (1986) Gov’t Mule - The Deep End, Volume 2 (2002) IR8/Sexoturica - IR8 vs. Sexoturica (2002) Moss Brothers - Electricitation (2001) Papa Wheelie - Unipsycho (2002) - Live Lycanthropy (2003) | Metallica - Garage Days Re-Revisited (1987) - …And Justice for All (1988) - Metallica (1991) - Live Shit: Binge & Purge (1993) - Load (1996) - ReLoad (1997) - Garage Inc. (1998) - S&M (1999) Sepultura - Against (1998, gościnnie) Voivod - Voivod (2003) - Katorz (2006) - Infini (2009) |

## Wideografia
Metallica
- 2 of One (1989)
- A Year and a Half in the Life of Metallica (1992)
- Live Shit: Binge & Purge (1993)
- Cunning Stunts (1998)
- S&M (1999)
- Classic Albums: Metallica – Metallica (2001)
- Some Kind of Monster (2004)
- The Videos 1989–2004 (2006)

Gov’t Mule
- The Deepest End, Live in Concert (2003)

## Filmografia
- Metallimania (1997, film dokumentalny, reżyseria: Marc Paschke)[5]
- Lemmy (2010, film dokumentalny, reżyseria: Greg Olliver, Wes Orshoski)[6]
- Hired Gun (2016, film dokumentalny, reżyseria: Fran Strine)[7]